# Kroatische Enzyklopädie
Die Kroatische Enzyklopädie (kroatisch Hrvatska enciklopedija, kurz HE) ist die Nationalenzyklopädie Kroatiens. Das Lexikographischen Institut Miroslav Krleža (LZMK) in Zagreb gab das Werk von 1999 bis 2009 in elf Bänden heraus. Die gedruckten Bände umfassen 67.077 Artikel von 1.070 Autoren auf 9.272 Seiten mit insgesamt 1.059.000 Textzeilen. Die Kroatische Enzyklopädie ist seit September 2013 eine frei zugänglich Online-Enzyklopädie und wird als solche weiter bearbeitet.

## Geschichte

### Unvollendete Vorgängerversion (1941 bis 1945)

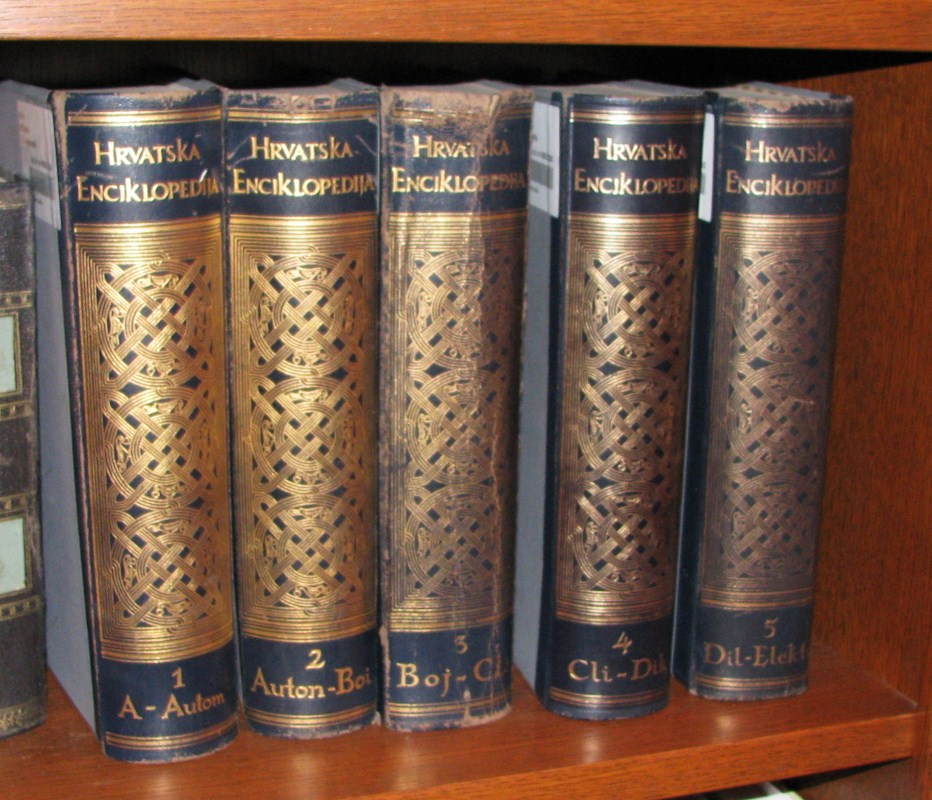
Die fünf Bände der Kroatischen Enzyklopädie herausgegeben von Mate Ujević (1941–1945).

Mit der Schaffung der ersten kroatische Enzyklopädie wurde in den 1930er Jahren in Zagreb vom Herausgeber Mate Ujević begonnen. Nach der Schaffung der teilautonomen Banovina Hrvatska erhielt das Projekt auch Unterstützung von staatlichen Stellen und der Katholischen Kirche.
Die Artikel der gleichnamigen Enzyklopädie wurden von Akademikern der Universität Zagreb und aus anderen Teilen des Königreiches Jugoslawien verfasst. Es war geplant, die Enzyklopädie in zwölf Bänden erscheinen zu lassen. Der erste Band erschien am 10. Februar 1941. Zwei Monate später zerfiel das Königreich Jugoslawien und der Unabhängige Staat Kroatien wurde ausgerufen. Der fünfte Band erschien im Frühjahr 1945 in der Endphase des Staates. Nach der Einnahme Zagrebs durch die Tito-Partisanen wurde der fünfte Band größtenteils zerstört und die Mitarbeiter unterbrachen ihre Mitarbeit am Projekt. Die Enzyklopädie blieb unvollendet.
Viele Mitarbeiter beteiligten sich später an der Enciklopedija Jugoslavije und anderen Enzyklopädien des Jugoslawischen Lexikografischen Institutes, die der kroatische Schriftsteller Miroslav Krleža gründete.

### Aktuelle Ausgabe (1999 bis 2009)
Seit der staatlichen Unabhängigkeit Kroatiens im Jahr 1991 wurde an der Komplettierung der neuen kroatischen Enzyklopädie gearbeitet. Das Lexikografische Institut Miroslav Krleža (LZMK) veröffentlichte das 11-bändige Werk in den Jahren 1999 bis 2009.

## Bände
| Nummer          | Chefredakteur    | Jahr | Seiten |
| --------------- | ---------------- | ---- | ------ |
| I. : A – Bd     | Dalibor Brozović | 1999 | 674    |
| II. : Be – Da   | Dalibor Brozović | 2000 | 723    |
| III. : Da – Fo  | Dalibor Brozović | 2001 | 722    |
| IV. : Fr – Ht   | Dalibor Brozović | 2002 | 753    |
| V. : Hu – Km    | August Kovačec   | 2003 | 725    |
| VI. : Kn – Mak  | August Kovačec   | 2004 | 786    |
| VII. : Mal – Nj | August Kovačec   | 2005 | 814    |
| VIII. : O – Pre | Slaven Ravlić    | 2006 | 773    |
| IX. : Pri – Sk  | Slaven Ravlić    | 2007 | 842    |
| X. : Sl – To    | Slaven Ravlić    | 2008 | 830    |
| XI. : Tr – Ž    | Slaven Ravlić    | 2009 | 859    |